# Merlangius merlangus
El merlán o plegonero es la especie Merlangius merlangus, la única del género Merlangius, es un pez de la familia de los gádidos, común en las costas de casi toda Europa y el Mediterráneo.

## Anatomía
El cuerpo es alargado y con la cabeza muy pequeña; el color es variable, con el dorso color castaño amarillento, azul oscuro o verde oscuro, los laterales son gris-amarillento y el vientro blanco plateado, a menudo con una mancha oscura en la parte superior de la aleta pectoral; la longitud máxima descrita para esta especie es de 70 cm, aunque su longitud máxima común es de unos 24 cm; No presenta espinas ni en la aleta dorsal ni en la aleta anal.
Los juveniles tienen bigotes en el mentón muy pequeños, pero tras la madurez sexual éstos desaparecen totalmente.

## Hábitat y biología
Es una especie bentopelágica y oceanódroma, que habita aguas de profundidad entre 10 y 200 m, aunque normalmente entre 30 y 100 m, en aguas templadas de casi toda Europa.
Normalmente se encuentra posado sobre la grava del fondo marino, pero también sobre arena o rocas; se alimenta de gambas, moluscos, pequeños peces, poliquetos y cefalópodos; migra al mar abierto sólo después del primer año de vida, donde se reúnen en grandes bancos para depositar los huevos, que son pelágicos.

## Pesca
Se ha pescado tradicionalmente para alimentación humana, consumido fresco, seco o en salazón; alcanzando precios intermedios en el mercado.
También es usado en acuariofilia, manteniéndose bien en acuarios públicos.